# Comic Party
Comic Party (jap. こみっくパーティー, Komikku Pātī), kurz ComiPa, ist ein Erogē-Ren’ai-Adventure und -Ren’ai-Simulation des japanischen Spieleentwicklers Leaf, einer Marke des Publishers Aquaplus. Im Spiel geht es darum Dōjinshis zu zeichnen, während sich viele Möglichkeiten auftun mit einer Reihe Mädchen in Kontakt zu kommen.
Das Spiel wurde inspiriert von der Comiket, einem jährlich in Tokio stattfindenden Markt für Dōjinshis. Es wurden auch mehrere Animes und Mangas zu Comic Party veröffentlicht.

## Spiel
Das Spiel wurde 1999 vom japanischen Spieleunternehmen Leaf produziert und für das Betriebssystem Windows herausgegeben. Im Dezember 2005 kam mit Comic Party Portable eine Version für die PlayStation Portable heraus.
Später wurde eine Fassung für die Konsole Dreamcast herausgegeben, die zusätzlich den Charakter Subaru Mikage (御影 すばる, Mikage Subaru) enthält und in der, wie für Konsolenportierungen üblich, die Sexszenen entfernt wurden. Später wurde diese Fassung auch für Windows unter dem Titel Comic Party DCE veröffentlicht.

## Handlung
Kazuki Sendō (千堂 和樹, Sendō Kazuki), ein japanischer Schüler, wird mit seiner Freundin Mizuki Takase (高瀬 瑞希, Takase Mizuki) von Taishi Kuhonbutsu (九品仏 大志, Kuhonbutsu Taishi) zu einer Comic-Messe gezerrt. Es gelingt Taishi Kazuki davon zu überzeugen, einen Dōjinshi, einen Fancomic, zu zeichnen und auf der nächsten Messe zu verkaufen. Doch Mizuki gefällt diese Idee nicht, da sie die Messen wegen der vielen Menschen und den damit verbundenen Schlangen hasst.
Kazuki wird bei seinem ersten Dōjinshi von Taishi und Yū Inagawa (猪名川 由宇, Inagawa Yū) unterstützt. Yū kommt vom Land und ist eine begeisterte Dōjinshi-Zeichnerin. Kazuki lernt auch die kleine Chisa Tsukamoto (塚本 千紗, Tsukamoto Chisa) kennen, die in der Druckerei ihrer Eltern mitarbeitet, wo Kazuki seinen ersten Dōjinshi druckt. Auch mit Minami Makimura (牧村 南, Makimura Minami), Organisatorin der Messen, und Eimi Ōba (大庭 詠美, Ōba Eimi), der Rivalin von Yū, wird er bekannt gemacht. Sein erster Dōjinshi wird von etlichen – jedoch nicht sehr vielen – Messebesuchern gern gekauft. Nun unterstützt ihn auch Mizuki, da er in der Schule Probleme hat und noch die Kosten für die Druckerei abbezahlen muss. Aus diesem Grund arbeitet er in einem Cosplay-Cafe.
Nun will Kazuki einen noch besseren Dōjinshi zeichnen und mischt die beliebtesten Genre. Doch dieser Versuch scheitert, da die Leser keinen eindeutigen Stil mehr in dem Werk finden und es in kein Genre einordnen können. Danach will er zunächst aufgeben, wird dann jedoch von seinen Freunden ermuntert, weiter zu zeichnen. Dabei bekommt er ebenfalls Unterstützung von einigen seiner Fans. Daneben muss Kazuki sich auch noch für seine Laufbahn nach der Schule entscheiden.

## Anime

### Comic Party
Die Fernsehserie wurde 2001 von den Studios KSS produziert und von OLM Team Iguchi animiert. Regie führte Norihiko Sutō. Das Charakter-Design stammt von Kōichi Taguchi, künstlerischer Leiter war Akio Shimada. Die Serie wurde erstmals vom 2. April bis zum 25. Juni 2001 um Mitternacht (und damit am vorigen Fernsehtag) durch Chiba TV ausgestrahlt und mit etwa einer Stunde Versatz von TV Wakayama und TV Kanagawa. Binner einer Woche folgten Hiroshima Home TV, Sun Television, TVQ Kyushu, TV Aichi, TV Hokkaido, KBS Kyōto und TV Saitama; Aomori Hōsō begann ab 17. April.
Die DVD-Veröffentlichung enthielt zusätzlich vier etwa 7 Minuten dauernde Bonusfolgen.
Für Nordamerika wurde die Serie von The Right Stuf International lizenziert und vom 30. März bis 27. Juli 2004 auf vier DVDs veröffentlicht. Dabei wurden bei der Synchronisierung einige kulturelle Anpassungen der Texte vorgenommen. Ein Box-Set erschien am 19. September 2006.

### Comic Party Revolution
AquaPlus ließ durch das Studio Chaos Project unter der Regie von Jun’ichi Sakata eine Original Video Animation (OVA) namens Comic Party Revolution. In dieser Neuerzählung sind die Figuren nicht mehr Schüler, sondern Studenten. Die erste OVA-Folge erschien am 31. Dezember 2003 und die vierte und letzte am 31. Dezember 2004.
Fortgesetzt wurde die OVA als Fernsehserie. Für die ersten vier Folgen der Fernsehausstrahlung wurden die OVA-Folgen übernommen, die restlichen neun Folgen wurden vom Studio Radix animiert unter der Regie von Mitsuhiro Tōgō. Die Erstausstrahlung erfolgte vom 5. April bis 28. Juni 2005 nach Mitternacht auf TV Kanagawa. Binnen eines Monats folgten KBS Kyōto, AT-X, Gunma TV, BS Asahi, Tokyo MX, Nara TV, Shin’etsu Hōsō und Kumamoto Hōsō.
Auch diese Serie wurde für Nordamerika lizenziert diesmal jedoch von ADV Films. Die drei DVDs erschienen vom 19. September 2006 bis zum 23. Januar 2007. Am 22. Januar 2008, 20. Oktober 2009 und 9. November 2010 erschienen Wiederveröffentlichungen als Box-Set, wobei letztere beide durch Funimation erfolgten das die Lizenz nach der Geschäftsaufgabe von ADV Films übernahm.

### Synchronisation
| Rolle             | Seiyū (Synchronsprecher) |
| ----------------- | ------------------------ |
| Kazuki Sendō      | Masami Kikuchi           |
| Taishi Kuhonbutsu | Kōichi Tōchika           |
| Mizuki Takase     | Riko Sayama              |
| Yū Inagawa        | Kaoru Morota             |
| Eimi Ōba          | Shizuka Ishikawa         |
| Chisa Tsukamoto   | Sumie Baba               |

### Musik
Der Vorspann der ersten Serie ist mit Kimi no Mama de (君のままで) von Emi Motoda unterlegt, der Abspann mit Katachi no Nai Machi o Mezashite (形のない街を目指して) von Kaya. Für die OVA wurde als Vorspanntitel Fly von Arisa Nakayama produziert, der auch für die zweite Serie verwendet wurde. Die OVA und die zweite Serie enden mit Issho ni Kurasō (一緒に暮らそう) von Emi Motoda.

## Manga
Zu Comic Party vom Verlag MediaWorks ein Manga im Magazin Monthly Comic Dengeki Daioh Ausgaben 1/2001 bis 3/2005 und veröffentlicht. Die Zeichnungen stammen von Sekihiko Inui. Der Manga wurde zwischen Oktober 2001 und 26. März 2005 in fünf Tankōbon (Sammelbänden) zusammengefasst. Auf Englisch und Deutsch erschien der Comic bei Tokyopop. Die deutsche Übersetzung stammt von Klaus Berg.
Der Manga erzählt eine etwas andere Geschichte. Kazuki Sendō wird von seiner Wunsch-Universität abgewiesen. Sein Freund Taishi schleift ihn dann zu einer Dōjinshi-Messe mit und er beginnt zu zeichnen, während er nebenbei Geld- und Liebesprobleme zu bewältigen hat.
KSS comics brachte auch einen Manga heraus, der auf der Fernsehserie basiert. Des Weiteren wurde Comic Party Anthology Comic von Ohzora Publishing veröffentlicht. Die Bände enthalten Geschichten von verschiedenen Mangaka, die in der Welt von Comic Party spielen. Später wurde der Manga von CPM Manga erneut herausgegeben.

## Weitere Adaptionen
Zu Comic Party erschien ein Artbook namens Comic Party: Visual Fun Book. Außerdem wurden Figuren der Charaktere produziert.